# Отношения между Русия и Турция
Руско-турските отношения са двустранните отношения между европейските и азиатски държави Русия и Турция.
Двете страни поддържат пълни дипломатически отношения. Русия има посолство в Анкара и консулства в Анталия, Истанбул и Трабзон, а Турция – посолство в Москва и консулства в Санкт Петербург, Казан и Новоросийск. Към май 2023 година посланик на Русия в Анкара е Алексей Ерхов, а посланик на Турция в Москва е Мехмет Самсар.

## Политически отношения
В началото на Руско-украинската война през 2014 година Турция се стреми да избегне конфронтация с Русия, въпреки че не отхвърля нейните действия и изразява подкрепа към Украйна и най-вече към общността на кримските татари. Тя обявява, че никога няма да признае анексирането на Крим, но се придържа към декларативно поведение и отказва да се включи в търговските санкции срещу Русия. Турски дипломати дори обвиняват за войната Съединените щати, тъй като с бездействието си към руската интервенция в Сирия са насърчили агресивността на Русия.
Русия и Турция са пряко ангажирани в започналата през 2011 година Гражданска война в Сирия, която става източник на периодично усилващо се напрежение между тях. Докато Русия е съюзник на тоталитарния режим в Сирия още от 60-те години, след началото на гражданската война Турция поддържа опозиционното Сирийско временно правителство. През септември 2015 година Русия се включва пряко във войната, предотвратявайки окончателния военен срив на сирийското правителство, с което подкопава турските амбиции за влияние в Сирия. Русия изглежда възстановява и подкрепата си за свързани с Работническата партия на Кюрдистан кюрдски групи в Сирия.
След многократни протести срещу навлизането на руски военни самолети в турското въздушно пространство през ноември 2015 година турската противовъздушна отбрана сваля руски бомбардировач, поставяйки началото на тежка, но краткотрайна криза в двустранните отношения. Русия реагира с търговски санкции – ограничения върху вноса на турски селскостопански стоки, пътуванията на руски туристи в Турция и дейността на турски строителни предприятия в Русия – които засягат тежко турската икономика. През лятото на 2016 година турският президент Реджеп Таип Ердоган отстранява министър-председателя Ахмет Давутоглу и предприема стъпки за помирение с Русия, която от своя страна го подкрепя твърдо при опита за преврат през юли, с което сътрудничеството между двете страни е възстановено на предкризисните нива.
След две срещи между Ердоган и руския президент Владимир Путин през есента на 2016 година Русия приема началото на турска военна интервенция в Сирия, включително срещу сирийските кюрди, протурските групи в Сирия отстъпват Алепо на правителството, а след това сключват мирно споразумение с него.

## История
Отношенията между двете страни имат продължителна история, като в продължение на няколко столетия – от първите сблъсъци на руснаците с васалното на Османската империя Кримско ханство през XVI век до Първата световна война – експанзията на Руската империя я довежда до поредица от дванадесет Руско-турски войни. През тези столетия двете империи имат и кратки периоди на сътрудничество, като съвместните им действия срещу Франция през 1799 година. През 30-те и 40-те години на XIX век Русия превръща Османската империя в свой фактически протекторат, намесвайки се и военно в нейна защита срещу египтяните през 1831 година. Силният руски натиск обаче кара османците да търсят подкрепа от Франция и Великобритания и след унизителното поражение в Кримската война Русия губи доминиращата си позиция в Османската империя.
Най-значително сближаване двете страни постигат в Междувоенния период, когато, изолирани международно след Октомврийската революция и Турската война за независимост болшевиките в Русия и кемалистите в Турция образуват своеобразен съюз. Той се запазва до съветското сближаване с Нацистка Германия и Пакта „Рибентроп-Молотов“ от 1939 година, след който Турция се дистанцира от Русия.
Двустранните отношения се изострят след края на Втората световна война, когато Съветският съюз иска от Турция да получи нейни територии и да разположи свои военни бази в Проливите. Това кара Турция да търси съюз със Съединените щати и тя става член в НАТО и Организацията на централния договор. През 60-те години отношенията бързо се подобряват и Турция започва да получава значителна военно-техническа и финансова помощ от Съветския съюз. Сближаването се засилва още повече след острата американска реакция срещу Турската окупация на Кипър през 1974 година, когато съветската помощ достига 650 милиона долара годишно и в Турция се изграждат няколко големи завода със съветско оборудване.
След кратко охлаждане на отношенията през 1980 – 1983 година, когато военният режим в Турция подлага на репресии крайната левица, части от която са свързани със Съветския съюз, двустранните връзки, особено в икономиката, бързо се възстановяват. През 1984 година е сключено двустранно търговско споразумение, а през 1987 година Турция започва да внася съветски природен газ през Балканите, който в продължение на десетилетия ще бъде основен елемент на външнотърговските връзки. Турция получава възможност да заплаща за природния газ със строителна дейност на руска територия.
Разпадането на Съветския съюз през 1991 година променя съотношението на силите между двете страни и предизвиква напрежение между тях по редица въпроси. Русия и Турция подкрепят противоположни страни във Войната в Босна и Херцеговина и Нагорнокарабахския конфликт. Пантюркизмът в Турция, особено активно поддържан от президента Тургут Йозал (1983 – 1993) година, търси увеличаване на турското влияние в тюркскоезичните страни на бившия Съветски съюз, но то е ефективно ограничено от Русия. В този контекст Турция търси и алтернативни маршрути за износ на нефт и природен газ от района на Каспийско море, които да заобиколят Русия. През 90-те години тя приоритизира изграждането на нефтопровода „Баку-Тбилиси-Джейхан“ и затруднява преминаването на нефтени танкери през Протоците.
През 1997 – 1998 година двустранните отношения преминават през криза, заради продажбата от Русия на Кипър на ракети „земя-въздух“, чийто обхват покрива и част от турската територия. За да предотврати доставката им Турция започва да спира и претърсва кораби, плаващи под руски флаг, и обявява, че ще разглежда разполагането на ракетите за обявяване на война, а руски дипломати заявяват, че ще подкрепят Кипър в случай на военен конфликт. Въпреки острата реторика двете страни успяват да намалят напрежението, фокусирайки се върху други въпроси от взаимен интерес, а кризата с ракетите е разрешена с посредничеството на Съединените щати.
В края на 90-те години смените в политическото ръководство в Русия и Турция поставят началото на период на сближаване между тях. След среща на министър-председателите Владимир Путин и Бюлент Еджевит през есента на 1999 година, в началото на Втората чеченска война, Турция публично оттегля дотогавашната си подкрепа за Чечения, а Русия – за Работническата партия на Кюрдистан. По същото време се активизира изграждането на свързващия двете страни газопровод „Син поток“, който поставя началото на следвана от Русия през следващите години политика на заобикаляне на източноевропейските страни при доставките на природен газ.
Нов етап на стопанско и политическо сближаване между двете страни започва през 2004 година, когато руският президент Владимир Путин прави първото от три десетилетия двустранно посещение на руски лидер в Турция и установява трайни връзки с новия турски министър-председател Реджеп Таип Ердоган. Тласък за това развитие дават турските резерви към Иракската война и предизвиканото от тях охлаждане в турско-американските отношения. Израз на сближаването между двете страни е турският неутралитет в Руско-грузинската война от 2008 година, когато Турция изоставя един от основните си съюзници в региона Грузия, за да не се конфронтира с Русия. Русия от своя страна започва да толерира турското присъствие в Задкавказието и дори връзките на турското правителство с мюсюлманските общности в самата Русия.
Същевременно продължават да се развиват активно и стопанските връзки. През 2010 година Турция започва да внася през Грузия руска електроенергия. По същото време е сключено споразумения за изграждане и експлоатация от руската компания „Росатом“ на първата атомна електроцентрала в Турция – АЕЦ „Аккую“, която трябва да има инсталирана мощност 4800 MW. През 2011 година Турция се съгласява да пропусне през своята икономическа зона в Черно море планираният руски газопровод „Южен поток“, в замяна на отпадане на ангажимента ѝ да плаща за фиксирани количества природен газ от „Син поток“, дори когато не са доставени. През 2014 година, след провала на „Южен поток“, Русия инициира изграждането на алтернативен газопровод през Черно море до турска Източна Тракия – „Турски поток“, но Турция не е въодушевена и води продължителни преговори за допълнителни финансови отстъпки. Проектът е активиран, макар и с по-малък от първоначално планирания капаците, през 2016 година и тръбопроводът е завършен през 2019 година.